# Meeksi (plaats)
Meeksi (Duits: Meeks) is een plaats in de Estlandse gemeente Räpina, provincie Põlvamaa. De plaats heeft de status van dorp (Estisch: küla) en telt 80 inwoners (2021).
De plaats lag tot in oktober 2017 in de gemeente Meeksi. In die maand werd het grootste deel van Meeksi bij de gemeente Räpina gevoegd.
Meeksi ligt ca. 2 km van het Lämmimeer af. De beek Meeksi oja stroomt door Meeksi en komt ten oosten van de plaats uit in het Lämmimeer.

## Geschiedenis
Meeksi werd voor het eerst genoemd in 1582 onder de naam Merkilla. Het dorp viel onder het landgoed van Repin (Räpina). In 1787 werd van Repin een apart landgoed Meeks afgesplitst. Het landgoed behoorde lange tijd toe aan de familie von Knorring. De laatste eigenaar voor de onteigening door het onafhankelijk geworden Estland was Oskar von Stryk.
De gebouwen op het landgoed zijn nu in slechte staat of zelfs ruïne.
In 1977 werd het buurdorp Kükä bij Meeksi gevoegd.